# Aschot Anastassjan
Aschot Anastassjan (armenisch Աշոտ Անաստասյան, in wissenschaftlicher Transliteration Ašot Anastasyan; * 16. Juli 1964 in Jerewan; † 26. Dezember 2016) war ein armenischer Schachgroßmeister. Der Weltschachbund FIDE führt ihn als Ashot Anastasian.

## Erfolge
Aschot Anastassjan war 1983, 1985–1988 Meister der Armenischen SSR sowie nach der Unabhängigkeit Armeniens 1992 (geteilt mit Artasches Minassjan), 1994 und 2005 Landesmeister. Weitere Turniersiege erreichte er unter anderem 1993 in Katowice, 1999 bei der offenen Meisterschaft von Paris und 2005 in Abu Dhabi. Seine letzte Elo-Zahl betrug 2536 im Dezember 2016, im Januar 2000 erreichte Anastassjan mit 2606 seine höchste Elo-Zahl.

## Nationalmannschaft
Er nahm von 1992 bis 2002 für Armenien an allen sechs Schacholympiaden teil und erreichte mit der armenischen Mannschaft 1992 in Manila und 2002 in Bled jeweils die Bronzemedaille. Bei der Schacholympiade 2000 in Istanbul erreichte er das beste Ergebnis am vierten Brett.
Außerdem nahm er viermal für Armenien an Mannschaftsweltmeisterschaften teil (1993, 1997, 2001 und 2005), wobei Armenien 1997 in Luzern, 2001 in Jerewan und 2005 in Beʾer Scheva jeweils Dritter wurde. Anastassjan nahm mit der armenischen Mannschaft an den Mannschaftseuropameisterschaften 1992, 1997, 1999 und 2005 teil. Armenien gewann den Wettbewerb 1999 in Batumi, gleichzeitig erreichte Anastassjan das beste Einzelergebnis am dritten Brett, nachdem er bereits 1997 in Pula bester Reservespieler geworden war. 2005 erreichte er das drittbeste Ergebnis der Reservespieler.

## Vereine
In der sowjetischen Mannschaftsmeisterschaft, der Spartakiade, spielte Anastassjan von 1983 bis 1991 für die Mannschaft der Armenischen SSR. Bei der Meisterschaft 1986 in Minsk spielte er dabei am Spitzenbrett, 1991 in Asow, bei der letzten Spartakiade, wurde die Armenische SSR hinter der Ukrainischen SSR, die mit Alexander Beliavsky am ersten Brett antrat, Zweite, während Anastassjan das beste Ergebnis aller teilnehmenden Spieler am vierten Brett hatte. In der armenischen Mannschaftsmeisterschaft spielte er 2005 für den Meister MIKA Jerewan, 2006 bis 2009 für Bank King Jerewan, mit denen er 2006 und 2007 Meister wurde, und 2014 für Politechnik Jerewan.
Am European Club Cup nahm er 1993 mit Dinamo Hayastan, 1995 bis 1997 mit Jerewan und 2006 bis 2008 mit Bank King Jerewan teil. Er gewann den Wettbewerb 1995 mit der Mannschaft.